# 千葉県道122号飯岡片貝線

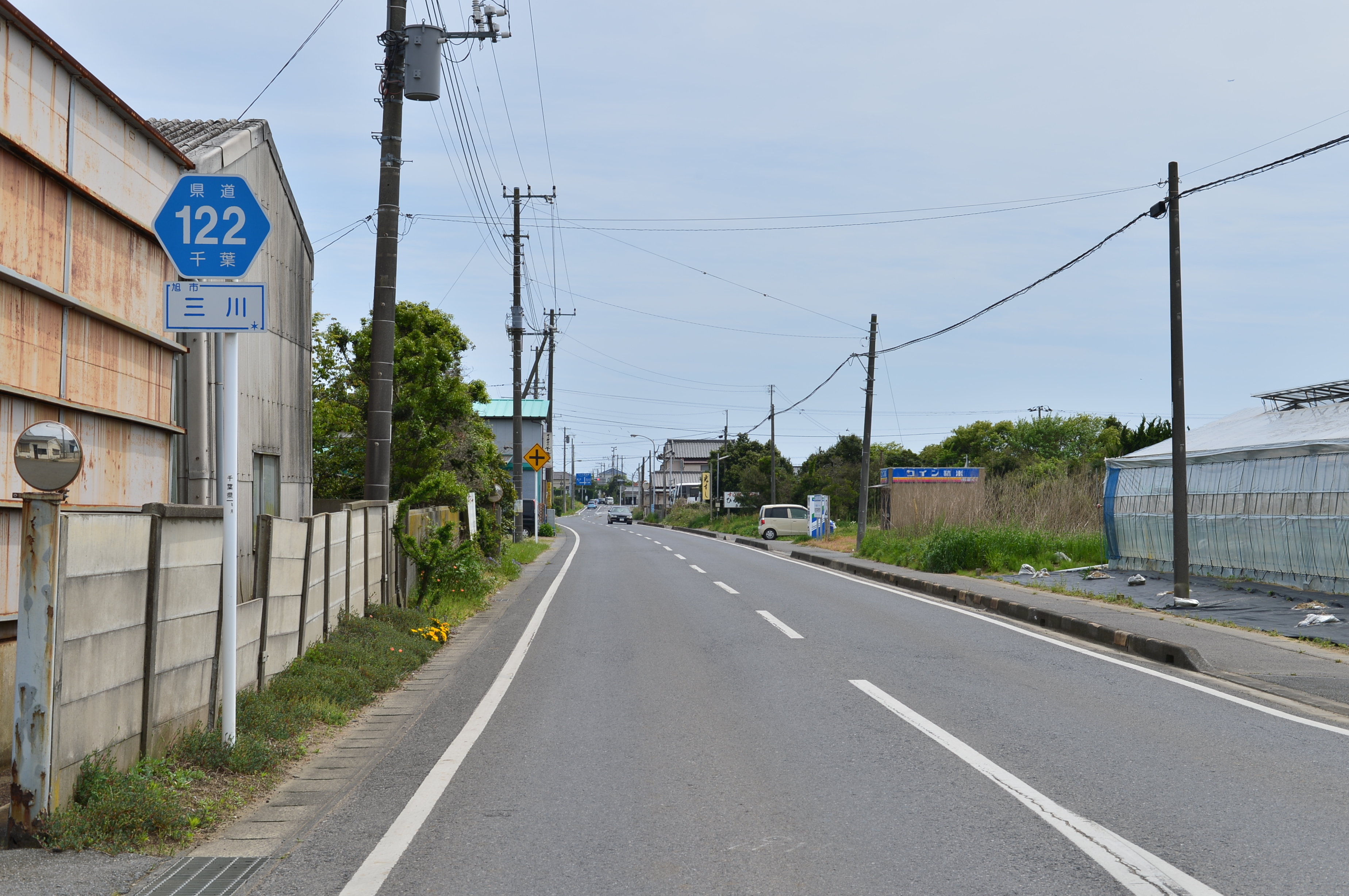
千葉県道122号飯岡片貝線
旭市三川（2015年5月）

千葉県道122号飯岡片貝線（ちばけんどう122ごう いいおかかたかいせん）は、千葉県旭市から山武郡九十九里町片貝に至る県道である。

## 概要
千葉県旭市萩園の千葉県道30号飯岡一宮線（九十九里ビーチライン）との交点を起点とし、九十九里浜に沿って南下して山武郡九十九里町片貝までの約35kmを結ぶ路線。長生郡一宮町から片貝まで続く千葉県道123号一宮片貝線の延長上にある道路で、同じく九十九里浜沿いの千葉県道30号飯岡一宮線とは内陸側でほぼ並走している。

### 路線データ
- 起点：千葉県旭市萩園（萩園交差点、千葉県道30号飯岡一宮線交点）
- 終点：千葉県山武郡九十九里町片貝（片貝西交差点、千葉県道25号東金片貝線交点・千葉県道123号一宮片貝線終点）
- 距離：35.0km[要出典]

## 路線状況

### 道路施設
- 木戸大橋（栗山川、横芝光町木戸 - 同町屋形）
- 龍宮大橋（作田川、九十九里町作田 - 同町小関）

## 地理

### 通過する自治体
- 千葉県
  - 旭市 - 匝瑳市 - 山武郡横芝光町 - 山武市 - 山武郡九十九里町

### 交差する道路
- 千葉県道30号飯岡一宮線（旭市萩園、萩園交差点、起点）
- 千葉県道210号飯岡停車場線（旭市三川、広原交差点）
- 千葉県道35号旭停車場線（旭市足川、足川交差点）
- 千葉県道299号平和共興線（匝瑳市吉崎、吉崎交差点）
- 千葉県道48号八日市場野栄線（匝瑳市野手、野手交差点）
- 千葉県道49号八日市場栄線（匝瑳市栢田、栢田交差点）
- 千葉県道108号横芝停車場白浜線（山武郡横芝光町木戸、木戸交差点）
- 千葉県道78号横芝上堺線（山武郡横芝光町屋形、上堺交差点）
- 千葉県道58号松尾蓮沼線（山武市蓮沼ハ、中根交差点）
- 千葉県道58号松尾蓮沼線・旧道（山武市蓮沼ニ、南丘交差点）
- 千葉県道121号成東鳴浜線（山武市本須賀、本須賀交差点）
- 千葉県道25号東金片貝線・千葉県道123号一宮片貝線（山武郡九十九里町片貝、片貝西交差点、終点）